# Costantino Barbella
Costantino Barbella, né le 31 janvier 1852 à Chieti et mort le 5 décembre 1925 à Rome, est un sculpteur italien.

## Biographie
Il naît à Chieti en 1852 de Sebastiano Barbella et Maria Barbella, née Bevilacqua, qui exercent la profession de commerçant. Il fait son apprentissage chez ses parents malgré sa réticence. Il se plaît à faire de petites figurines qu'il vend dans la boutique de ses parents et reçoit les encouragements de Francesco Paolo Michetti. Grâce à des subsides de la province de Chieti, il réussit à intégrer l'académie royale des beaux-arts de Naples, où il devient l'élève de Stanislao Lista.
Il se spécialise dans la composition de petits formats en terracotta ou en bronze, figurant surtout des scènes paysannes et qui lui valent un certain succès en Italie et à l'étranger. Une de ses sculptures, La Joie de l'innocence, est achetée en 1875 par Victor-Emmanuel II et donnée à la galerie de Capodimonte. Barbella s'occupe de l'organisation de la section italienne de l'exposition universelle d'Anvers de 1894, ce qui affermit sa notoriété à l'étranger. Il est fait chevalier de l'ordre de Léopold II. Il est nommé professeur honoraire de l'Institut royal des beaux-arts.
En 1899, il participe à la IIIe biennale de Venise.
Barbella fut un grand ami des artistes des Abruzzes de son époque, comme Francesco Paolo Tosti, Gabriele d'Annunzio et Francesco Paolo Michetti, avec qui il partit en vacances dans sa jeunesse dans un ancien couvent franciscain désaffecté à Francavilla al Mare (connu comme le « couvent Michetti »). Il meurt presque aveugle à Rome en 1925.
Le musée municipal de Chieti lui a donné son nom.

## Quelques travaux

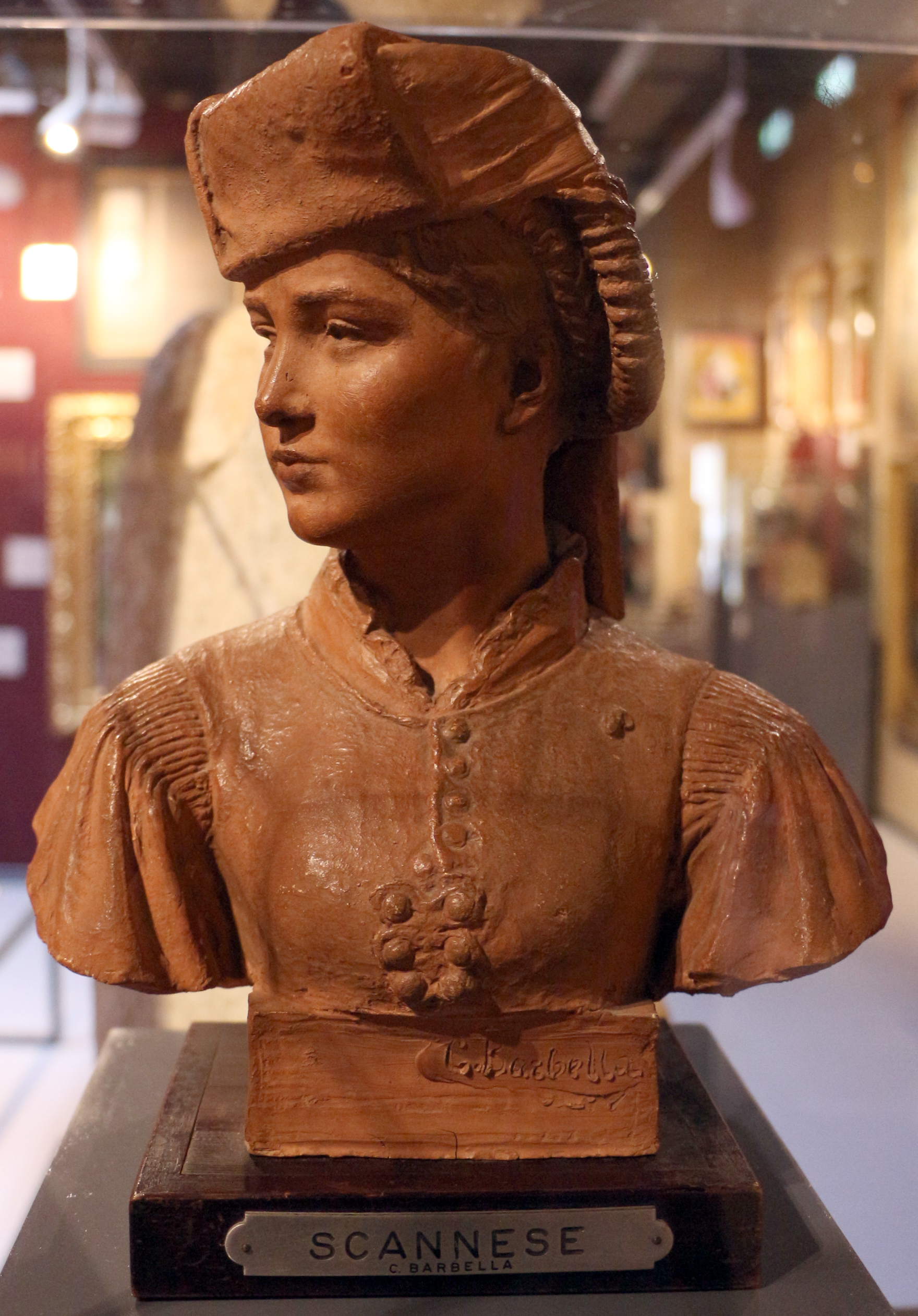
La Scannese, coll. part.

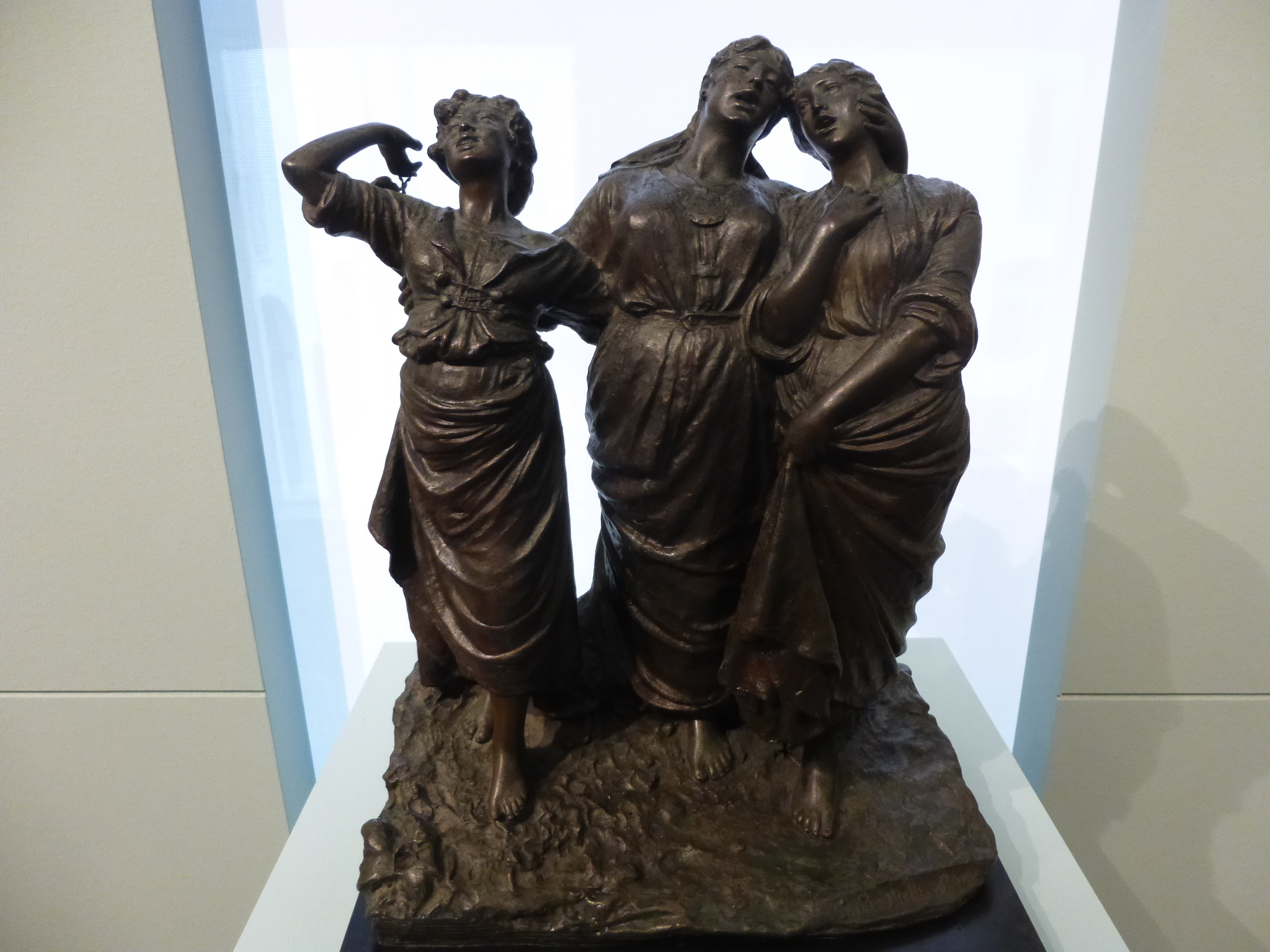
Canto d'amore, bronze, vers 1877, galerie d'art moderne de Rome.

| - La gioia dell ' innocenza - La Canzone d'amore (Expositions de Naples, 1877; et Turin, 1884) - La Confidenza (Salon de Paris, 1879) - Alla fontana - Tentativo - Bacio - Storia amorosa - Paciera - Le Départ du conscrit et Le Retour du soldat (Galerie d'arts modernes de Rome, 1883) - Aprile (Galerie d'arts modernes de Rome) | - Contatrici - Onomastico - Canto d'amore - Partenza - Ritorno - Idylle - Le amiche - Su, su - Soli - Credi a me |

## Musées
- Museo d'arte Costantino Barbella, Chieti
- Museo della Battaglia, Ortona
- Museo Michelangiolesco, Caprese Michelangelo
- Galerie nationale d'art moderne et contemporain, Rome
- Museo Nazionale di Capodimonte, Naples

## Source de la traduction
- (it) Cet article est partiellement ou en totalité issu de l’article de Wikipédia en italien intitulé « Costantino Barbella » (voir la liste des auteurs).